# 킥 애스 2
킥 애스 2(Kick-Ass 2)는 마크 밀러와 존 로미타 주니어의 만화 시리즈로, 《킥 애스》의 속편이다.